# 1421

## Esdeveniments
Països Catalans
- 8 de juliol - El rei Alfons el Magnànim és reconegut hereu i lloctinent general del Regne de Nàpols.[1]

Resta del món
- Finalitza el trasllat de la capital de l'emperador Yongle, de Nanjing a Pequín,[2] iniciat en 1403.[3]

## Naixements
Països Catalans
- 29 de maig - Peñafiel, província de Valladolid: Carles de Viana, príncep d'Aragó i infant de Navarra, príncep de Viana, duc de Gandia (1439-1461), de Girona (1458-1461) i rei titular de Navarra (1441-1461) (m. 1461).[4]

Resta del món

## Necrològiques
Països Catalansç
- 3 de febrer - Vic: Alfons de Tous, 12è president de la Generalitat de Catalunya.

Resta del món